# Landkreis Birnbaum (Wartheland)

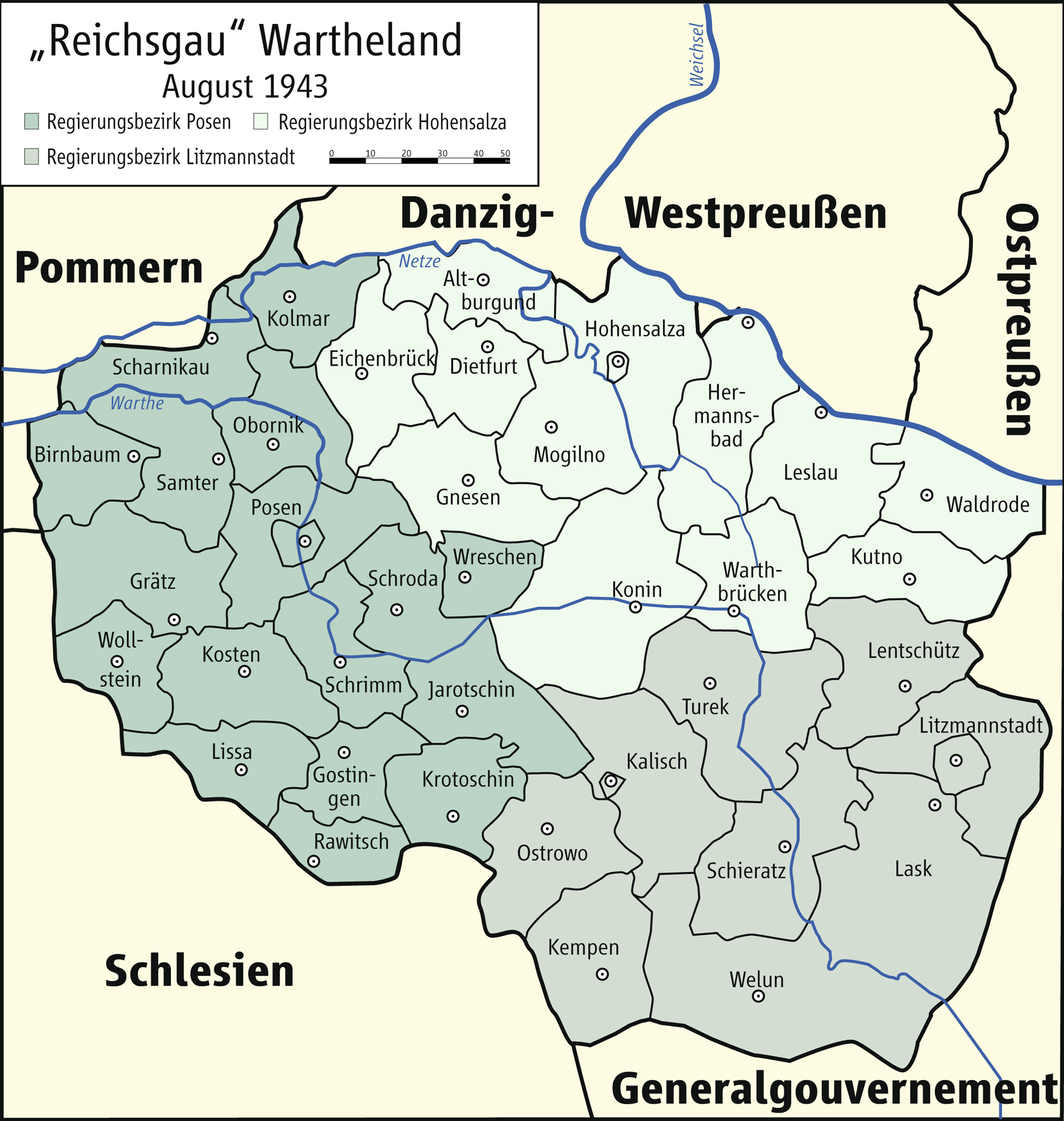
Regierungsbezirke und Kreise im Reichsgau Wartheland

Landkreis Birnbaum (Wartheland) war während des Zweiten Weltkrieges der Name einer deutschen Verwaltungseinheit im besetzten Polen (1939–45).

## Vorgeschichte (1815 bis 1920)
Das Gebiet um die heute westpolnische Stadt Międzychód (Birnbaum) gehörte von 1815 bis 1920 als Kreis Birnbaum zur preußischen Provinz Posen. Im Zuge des Großpolnischen Aufstandes kam der Großteil des Kreises im  Januar 1919 unter polnische Kontrolle. Mit der Unterzeichnung des Versailler Vertrags am 28. Juni 1919 wurde der Kreis Birnbaum offiziell an das neu gegründete Polen abgetreten. Die Räumung des unter deutscher Kontrolle verbliebenen Kreisgebietes mitsamt der Kreisstadt Birnbaum und Übergabe an Polen erfolgte zwischen dem 17. Januar und dem 4. Februar 1920.

## Verwaltungsgeschichte
Beim Überfall auf Polen zu Beginn des Zweiten Weltkrieges besetzten deutsche Truppen den westpolnischen Powiat Międzychód, die Kreisstadt Międzychód wurde am 4. September 1939 eingenommen.
Am 26. Oktober 1939 wurde der Powiat unter der Bezeichnung Landkreis Birnbaum (ab dem 21. Mai 1941: Landkreis Birnbaum (Wartheland)) an das Deutsche Reich angeschlossen, was als einseitiger Akt der Gewalt völkerrechtlich aber unwirksam war. Der Landkreis wurde Teil des Regierungsbezirkes Posen im Reichsgau Wartheland.
Sitz des deutschen Landratsamtes wurde die Kreisstadt Międzychód (Birnbaum).
Mit dem Einmarsch der Roten Armee im Januar 1945 endete die deutsche Besetzung.

## Politik

### Landkommissar
1939–9999: ?

### Landräte
1939–1940: ?
1941–1945: Neumann

## Kommunale Gliederung
Die 73 Ortschaften des Landkreises wurden zunächst in sieben Amtsbezirken zusammengefasst. Am 1. Januar 1942 wurde der Amtsbezirk Birnbaum-Stadt zur Stadt nach der Deutschen Gemeindeordnung von 1935 ernannt, am 1. April 1944 der Amtsbezirk Zirke-Stadt. Gegen Ende der Besetzung bestand der Landkreis aus zwei Städten und fünf Amtsbezirken.

## Größe
Der Landkreis Birnbaum (Wartheland) hatte eine Fläche von 753 km².

## Bevölkerung
Der Landkreis Birnbaum (Wartheland) hatte im Jahre 1941: 45.752 meist polnische Einwohner. Die deutschen Besatzungsbehörden vertrieben zwischen dem 1. Dezember 1939 und dem 31. Dezember 1943 über 4500 Polen aus dem Gebiet.
Im Gebiet lebte eine kleine deutsche Minderheit, während der Besetzung wurden zusätzlich Deutsche angesiedelt. Gegen Ende der Besetzung verließ der Großteil das Gebiet.

## Ortsnamen
Die lokalen Besatzungsbehörden versahen sofort alle Ortschaften im Kreisgebiet mit deutschen Namen, obwohl offiziell laut unveröffentlichtem Erlass des Innenministers vom 29. Dezember 1939 zunächst die 1918 gültigen deutschen Bezeichnungen weitergelten sollten. Am 18. Mai 1943 wurden für alle Orte mit einer Post- oder Bahnstation im Wartheland deutsche Namen festgelegt, wobei es wiederum zu Abweichungen kam.
Liste der Städte und Amtsbezirke im Landkreis Birnbaum (Wartheland):
| polnischer Name   | deutscher Name (1918) | deutscher Name (1939–45)                 |
| ----------------- | --------------------- | ---------------------------------------- |
| Chrzypsko Wielkie | Seeberg               | 1939–43 Groß Seeberg 1943–45 Großseeberg |
| Kwilcz            | Kwiltsch              | Lärchensee                               |
| Łowyń             | Lowin                 | 1939–43 Taldorf 1943–45 Waldtaldorf      |
| Międzychód        | Birnbaum              | Birnbaum                                 |
| Sieraków          | Zirke                 | Zirke                                    |